# When a Heart Beats
When a Heart Beats è un singolo del cantautore britannico Nik Kershaw, pubblicato il 18 novembre 1985 come primo estratto dal terzo album in studio Radio Musicola. Contiene come B-side la canzone Wild Horses, inclusa nell'album precedente, The Riddle.

## Tracce
7"
1. When A Heart Beats – 4:20
2. Wild Horses – 3:50

12"
1. When A Heart Beats (Extended Mix) – 6:21
2. Wild Horses (Extended Mix) – 6:48